# The Good Life (film inedito)
The Good Life è un film indipendente statunitense diretto da Alan Mehrez e mai distribuito per una controversia legale.
Con protagonisti Frank Stallone e Dennis Hopper, il film è rimasto inedito a causa di una querela.

## Trama
Tre uomini del New Jersey vanno a Miami, dove due di loro finiscono per uccidere il terzo.

## Produzione
Il budget di questo film indipendente è stato di circa 5 milioni di dollari.
Il progetto entra in fase di produzione nel marzo 1997, mentre le riprese avvengono tra l'aprile ed il giugno dello stesso anno e si svolgono a Los Angeles.
Il regista all'avvio del progetto era Barry Samson, che abbandonò e fu rimpiazzato dallo sceneggiatore e produttore Alan Mehrez; Samson non viene accreditato nel film.
Il montaggio del film è stato approntato nel 1997, ma non è mai stato mostrato al pubblico.

## Casi legali
La presenza di Sylvester Stallone nella pellicola si limitava ad un semplice cameo, un favore che lui, insieme al fratello Frank, protagonista del film, fecero ai fratelli Alan e Diane Mehrez, produttori della pellicola. I problemi sorsero quando, finite le riprese, i fratelli Mehrez pubblicizzarono il film come se Stallone fosse il protagonista; l'attore querelò i due produttori e venne così bloccata la distribuzione del film. La pellicola venne cancellata e resta tuttora inedita, poiché Stallone chiese 20 milioni di dollari per lasciar distribuire il film col suo nome da protagonista, cioè il compenso che prendeva in quel periodo.

## Distribuzione
Del film resta solo un filmato che la casa di produzione DEM Films ha diffuso attraverso il canale CNN.